# NGC 3897
NGC 3897 este o liner situată în constelația Ursa Mare. A fost descoperită în 28 aprilie 1785 de către William Herschel.